# Gilgamesh (Band)
Gilgamesh war eine britische Progressive-Rock-Band der 1970er Jahre.  Die Jazzrock-orientierte Gruppe gehörte zur Canterbury-Szene.

## Geschichte
Gilgamesh wurde 1972 vom Keyboarder Alan Gowen gegründet. Die weiteren Mitglieder waren Mike Travis (Schlagzeug), Rick Morcombe (Gitarre), Jeff Clyne (Bass) und Alan Wakeman (Saxofon).
Nach einigen Umbesetzungen bekamen sie 1975 einen Plattenvertrag und veröffentlichten ihr Debütalbum in der Besetzung Gowen, Travis, Phil Lee (Gitarre), Steve Cook (Bass) und Peter Lemer als zweitem Keyboarder.
Mitte 1975 gründeten Alan Gowen und Dave Stewart von der Gruppe Hatfield and the North die neue Band National Health, und Gilgamesh wurde wenig später aufgelöst.
1977 verließ Gowen National Health, um Gilgamesh wieder ins Leben zu rufen. Das zweite Album der Band entstand 1978 in der Besetzung Gowen, Lee, Trevor Tomkins (Schlagzeug) und Hugh Hopper (Bass). Danach löste sich Gilgamesh endgültig auf.
2000 erschien bei Cuneiform Records das Album Arriving Twice mit bisher unveröffentlichtem Material von Gilgamesh aus den Jahren 1973–75.

## Diskografie
- 1975: Gilgamesh (Caroline Records)
- 1978: Another Fine Tune You’ve Got Me Into (Charly Records)
- 2000: Arriving Twice (Cuneiform Records)

## Filmografie
- 2015: Romantic Warriors III: Canterbury Tales (DVD)